# Anfibi delle Filippine
La popolazione degli anfibi delle Filippine comprende 113 specie, di cui 110 appartenenti all'ordine degli Anuri e solo 3 all'ordine Gymnophiona.
Quasi i 4/5 delle specie sono endemiche. Tra le famiglie più rappresentate ci sono Ceratobatrachidae (32 specie), Rhacophoridae (19 specie), Ranidae (17 specie) e Dicroglossidae (16 specie).
| In verde |  | sono contrassegnate le specie endemiche, in rosa |  | quelle introdotte. |

Lo stato di conservazione è indicato in base alla Lista rossa della Unione Internazionale per la Conservazione della Natura (IUCN).

## Anura

### Bombinatoridae
| Specie                  | Status IUCN |  |
| Barbourula busuangensis |             |  |

### Eleutherodactylidae
| Specie                         | Status IUCN |  |
| Eleutherodactylus planirostris |             |  |

### Bufonidae
| Specie                      | Status IUCN |  |
| Ansonia mcgregori           |             |  |
| Ansonia muelleri            |             |  |
| Ingerophrynus philippinicus |             |  |
| Pelophryne albotaeniata     |             |  |
| Pelophryne brevipes         |             |  |
| Pelophryne lighti           |             |  |
| Rhinella marina             |             |  |

### Ceratobatrachidae
| Specie                      | Status IUCN |  |
| Alcalus mariae              |             |  |
| Platymantis banahao         |             |  |
| Platymantis bayani          |             |  |
| Platymantis biak            |             |  |
| Platymantis cagayanensis    |             |  |
| Platymantis cornutus        |             |  |
| Platymantis corrugatus      |             |  |
| Platymantis diesmosi        |             |  |
| Platymantis dorsalis        |             |  |
| Platymantis guentheri       |             |  |
| Platymantis hazelae         |             |  |
| Platymantis indeprensus     |             |  |
| Platymantis insulatus       |             |  |
| Platymantis isarog          |             |  |
| Platymantis lawtoni         |             |  |
| Platymantis levigatus       |             |  |
| Platymantis luzonensis      |             |  |
| Platymantis mimulus         |             |  |
| Platymantis montanus        |             |  |
| Platymantis naomii          |             |  |
| Platymantis negrosensis     |             |  |
| Platymantis paengi          |             |  |
| Platymantis panayensis      |             |  |
| Platymantis polillensis     |             |  |
| Platymantis pseudodorsalis  |             |  |
| Platymantis pygmaeus        |             |  |
| Platymantis quezoni         |             |  |
| Platymantis rabori          |             |  |
| Platymantis sierramadrensis |             |  |
| Platymantis spelaeus        |             |  |
| Platymantis subterrestris   |             |  |
| Platymantis taylori         |             |  |

### Dicroglossidae
| Specie                    | Status IUCN |  |
| Fejervarya limnocharis    |             |  |
| Fejervarya moodiei        |             |  |
| Fejervarya vittigera      |             |  |
| Hoplobatrachus rugulosus  |             |  |
| Limnonectes acanthi       |             |  |
| Limnonectes diuatus       |             |  |
| Limnonectes ferneri       |             |  |
| Limnonectes leytensis     |             |  |
| Limnonectes macrocephalus |             |  |
| Limnonectes magnus        |             |  |
| Limnonectes micrixalus    |             |  |
| Limnonectes palavanensis  |             |  |
| Limnonectes parvus        |             |  |
| Limnonectes visayanus     |             |  |
| Limnonectes woodworthi    |             |  |
| Occidozyga diminutiva     |             |  |
| Occidozyga laevis         |             |  |

### Megophryidae
| Specie                    | Status IUCN |  |
| Leptobrachium lumadorum   |             |  |
| Leptobrachium mangyanorum |             |  |
| Leptobrachium tagbanorum  |             |  |
| Megophrys ligayae         |             |  |
| Megophrys montana         |             |  |
| Megophrys stejnegeri      |             |  |

### Microhylidae
| Specie                   | Status IUCN |  |
| Oreophryne anulata       |             |  |
| Oreophryne nana          |             |  |
| Chaperina fusca          |             |  |
| Kalophrynus pleurostigma |             |  |
| Kaloula baleata          |             |  |
| Kaloula conjuncta        |             |  |
| Kaloula kalingensis      |             |  |
| Kaloula kokacii          |             |  |
| Kaloula latidisca        |             |  |
| Kaloula picta            |             |  |
| Kaloula pulchra          |             |  |
| Kaloula rigida           |             |  |
| Kaloula walteri          |             |  |
| Microhyla petrigena      |             |  |

### Ranidae
| Specie                     | Status IUCN |  |
| Amnirana nicobariensis     |             |  |
| Hylarana erythraea         |             |  |
| Pulchrana grandocula       |             |  |
| Pulchrana guttmani         |             |  |
| Pulchrana mangyanum        |             |  |
| Pulchrana melanomenta      |             |  |
| Pulchrana moellendorffi    |             |  |
| Pulchrana similis          |             |  |
| Sanguirana albotuberculata |             |  |
| Sanguirana aurantipunctata |             |  |
| Sanguirana everetti        |             |  |
| Sanguirana igorota         |             |  |
| Sanguirana luzonensis      |             |  |
| Sanguirana sanguinea       |             |  |
| Sanguirana tipanan         |             |  |
| Sanguirana varians         |             |  |
| Staurois natator           |             |  |
| Staurois nubilus           |             |  |

### Rhacophoridae
| Specie                   | Status IUCN |  |
| Kurixalus appendiculatus |             |  |
| Nyctixalus pictus        |             |  |
| Nyctixalus spinosus      |             |  |
| Philautus acutirostris   |             |  |
| Philautus everetti       |             |  |
| Philautus leitensis      |             |  |
| Philautus longicrus      |             |  |
| Philautus poecilius      |             |  |
| Philautus schmackeri     |             |  |
| Philautus surdus         |             |  |
| Philautus surrufus       |             |  |
| Philautus worcesteri     |             |  |
| Polypedates hecticus     |             |  |
| Polypedates leucomystax  |             |  |
| Polypedates macrotis     |             |  |
| Rhacophorus bimaculatus  |             |  |
| Rhacophorus pardalis     |             |  |

## Gymnophiona

### Ichthyophiidae
| Specie                    | Status IUCN |  |
| Ichthyophis glandulosus   |             |  |
| Ichthyophis mindanaoensis |             |  |
| Ichthyophis weberi        |             |  |